# Municipio de Homer (condado de Buchanan)
El municipio de Homer (en inglés: Homer Township) es un municipio ubicado en el condado de Buchanan en el estado estadounidense de Iowa. En el año 2010 tenía una población de 625 habitantes y una densidad poblacional de 6,69 personas por km².

## Geografía
El municipio de Homer se encuentra ubicado en las coordenadas 42°20′31″N 91°53′22″O / 42.34194, -91.88944. Según la Oficina del Censo de los Estados Unidos, el municipio tiene una superficie total de 93.47 km², de la cual 93,47 km² corresponden a tierra firme y (0 %) 0 km² es agua.

## Demografía
Según el censo de 2010, había 625 personas residiendo en el municipio de Homer. La densidad de población era de 6,69 hab./km². De los 625 habitantes, el municipio de Homer estaba compuesto por el 99,2 % blancos, el 0,32 % eran amerindios y el 0,48 % eran de una mezcla de razas. Del total de la población el 0,16 % eran hispanos o latinos de cualquier raza.